# كلاوديو بايزا
كلاوديو بايزا (بالإسبانية: Claudio Baeza)‏ (23 ديسمبر 1993 بلوس أنخليس في تشيلي - ) هو لاعب كرة قدم تشيلي في مركز الوسط لعب سابقاً مع الأهلي السعودي . شارك مع منتخب تشيلي تحت 20 سنة لكرة القدم. أما مع النوادي، فقد لعب مع كولو-كولو.

## وصلات خارجية
- كلاوديو بايزا على موقع قاعدة بيانات كرة القدم.إي يو (الإنجليزية)
- كلاوديو بايزا على موقع ناشيونال فوتبول تيمز (الإنجليزية)
- كلاوديو بايزا على موقع Soccerway.com (الإنجليزية)
- كلاوديو بايزا على موقع عالم كرة القدم.نت (الإنجليزية)
- كلاوديو بايزا على موقع AS.com (الإسبانية)